# Taqsim
Taqsim (تَقْسِيم (en árabe); transliteración: taqsīm; ταξίμι (en griego) taksimi; taksim (en turco); en plural taqasim) es una improvisación musical melódica que suele preceder a la interpretación de algunas composiciones tradicionales árabes, griegas, turcas o de Oriente Medio, habitualmente con tempo lento.
Los taqasim son la expresión instrumental de los modos musicales maqāmāt. Siguen una cierta progresión melódica, partiendo de la tónica de un maqam. Los compases iniciales de la improvisación siguen los ajnas bajos del mismo, presentándololo de esta forma al oyente. Después de esta introducción, el intérprete tiene libertad para moverse por cualquier parte del maqam, e incluso de modular otros maqamat, siempre que retorne al original.
Los taqasim pueden interpretarse con uno o varios instrumentos melódicos de viento o de cuerda, llamándose taqsim simple en el primer caso y compuesto en el segundo, y acompañados o no de percusión para marcar el ritmo. Tradicionalmente se han utilizado para las interpretaciones instrumentos como el laúd, ney, mizmar, kawala, qanun, etc. Por influencia de la música occidental se han ido incorporando al repertorio de instrumentos otros tales como piano, saxofón o violín.